# Sitra
Sitra o Tia-Sitra (... – dopo il 1291 a.C.) è stata una regina egizia della XIX dinastia.

Fu la Grande Sposa Reale di Ramesse I, primo faraone della XIX dinastia, e madre dell'importante faraone Seti I. 
|                |     |   |    |
| \| \| \| \| \| |     |   |    |
|                |     |   |    |
| ra             | G39 | t | B7 |

| ra | G39 | t | B7 |

|                |     |   |    |
| \| \| \| \| \| |     |   |    |
|                |     |   |    |
| ra             | G39 | t | B7 |

| ra | G39 | t | B7 |

ra sa.t ("Figlia di Ra")
Sitra sposò il militare Paramessu, futuro Ramses I, molto prima della sua proclamazione a erede al trono da parte di Horemheb. Ella è rappresentata insieme a Ramses I e al figlio Seti I nel tempio che quest'ultimo fece erigere ad Abido, ove è chiamata Madre del Re. 

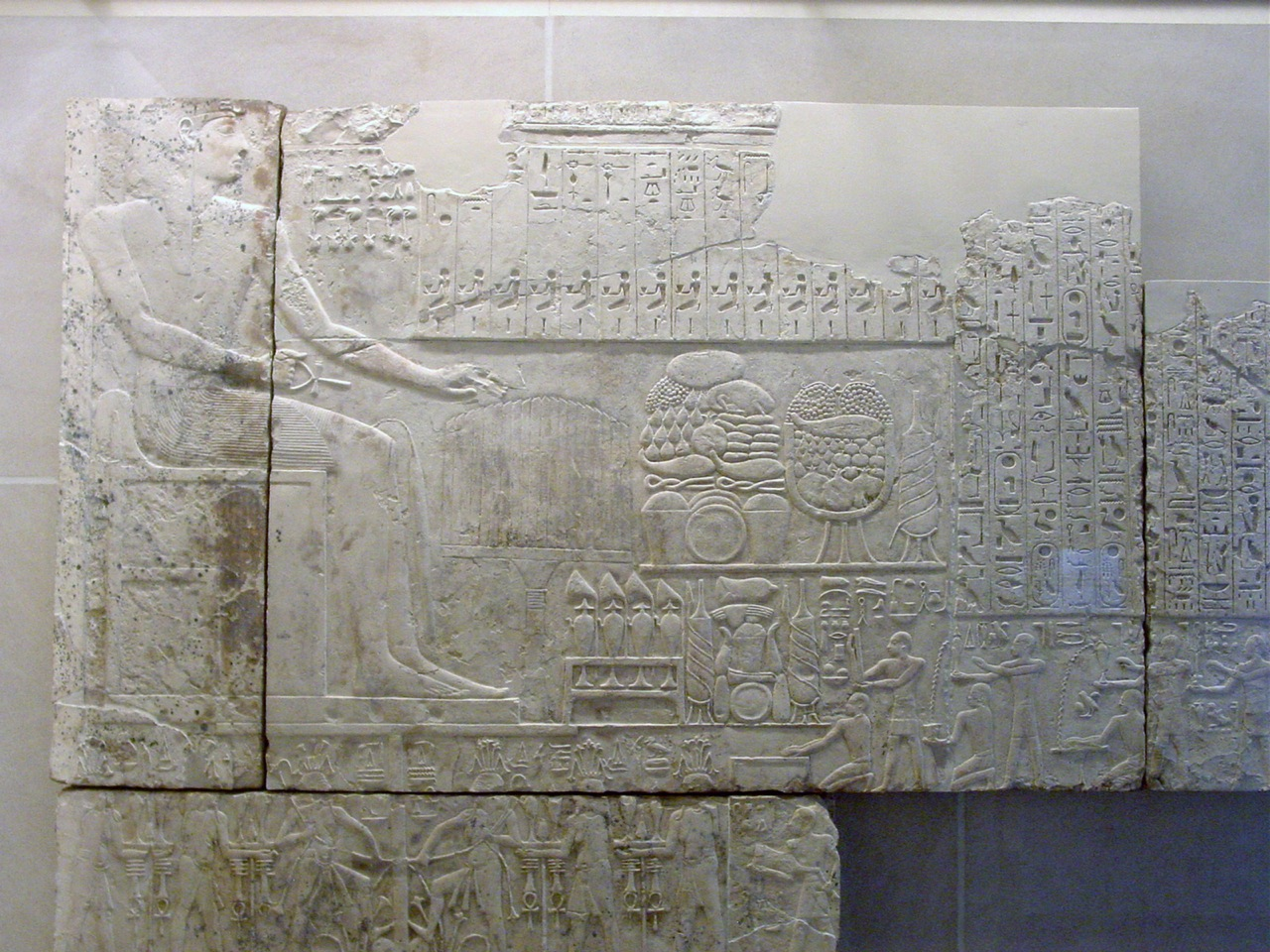
Rilievo di Ramesse I nel tempio di Abido.

Successivamente, nel tempio di Seti e nella sua tomba, ove sarebbe logico vederla chiamata ancora Madre del Re, compare invece come Grande Sposa Reale. Nella Stele dei 400 anni, rinvenuta a Tanis, che risale agli anni del nipote Ramses II, Seti è chiamato figlio di Paramessu e Tia. Paramessu è il nome di Ramses I prima dell'accessione al trono. Si può stabilire che Sitra e Tia fossero la stessa persona e che lei mutò il proprio nome al momento di divenire regina (il fatto che una figlia di Ramses II sarebbe stata poi chiamata Tia-Sitra avvalora questa tesi.)

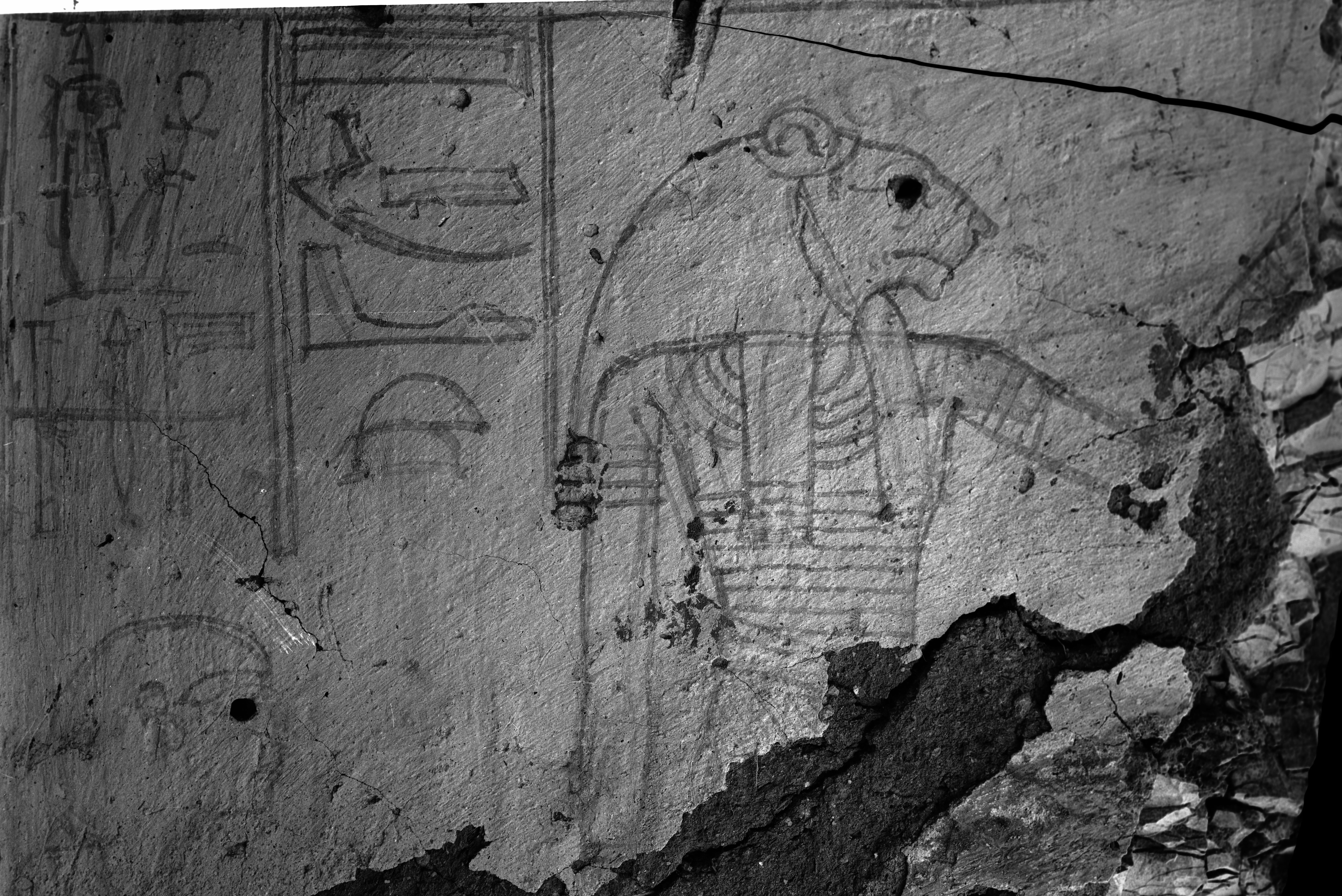
Tomba QV38 di Sitra nella Valle delle Regine, 1903-1905

Sitra ricevette molti titoli prestigiosi eccetto quello, non raro fra le regine d'Egitto, di Figlia del Re: ciò indica che non era di stirpe regale. Invece le furono tributati gli onori di: Principessa ereditaria, Grande Madre del Re, Madre del Dio, Signora delle Due Terre, Grande Sposa Reale, Amata del Re, Signora dell'Alto e Basso Egitto, Moglie del Dio. Fu la prima regina, dai tempi di Amenofi II, a potersi fregiare del titolo, riesumato, di Divina Sposa di Amon; Amenofi II l'aveva sospeso per limitare il potere delle donne della casa reale, reagendo così al regno, ritenuto di scandaloso, di Hatshepsut.
Fu sepolta nella tomba QV38 della Valle delle Regine, la cui decorazione è incompiuta, forse a causa dell'età avanzata che aveva quando divenne regina, e del periodo assai breve per cui lo rimase: Ramesse I regnò meno di due anni, prima di morire.